# كارل فاوست
كارل فاوست (بالألمانية: Karl Faust)‏ (و. 1874 – 1952 م) هو عالم نبات ألماني، ولد في هادامار، توفي في بلانيس، عن عمر يناهز 78 عاماً.